# 中国国际动漫游戏博览会
中国国际动漫游戏博览会（CCG EXPO）是每年7月上旬在中華人民共和國上海市舉辦的一場動漫遊戲展覽，為期4天，具體日期每年略有不同。首屆中国国际动漫游戏博览会於2005年舉辦。文化和旅游部、上海市人民政府是該博覽會主办方，(上海)国家动漫游戏产业振兴基地、上海广播电视台、上海文化广播影视集团有限公司(SMG)、东方明珠新媒体股份有限公司是該博覽會承辦方。
2021年7月15日，第十七届中国国际动漫游戏博览会在上海世博会博物馆正式开幕。2023年7月13日，第十八届中国国际动漫游戏博览会在上海世博展览馆开幕。

## 外部連結
- 官方网站